# 尼容
尼容（法語：Nijon，法語發音：[niʒɔ̃]）是法国上马恩省的一个旧市镇，属于肖蒙区。2016年6月1日，尼容与市镇布尔蒙合并为新市镇默兹河和穆宗河间布尔蒙。

## 地理
尼容（48°11'34"N, 5°38'27"E）面积7.71 平方千米，位于法国大東部大區上马恩省，该省份为法国东北部内陆省份，北起马恩省和默兹省，西接奥布省，西南接科多尔省，东南接上索恩省，东临孚日省。
与尼容接壤的市镇（或旧市镇、城区）包括：布尔蒙、格拉菲尼舍曼、乌特勒梅库尔、穆宗河畔苏洛库尔、沃德勒库尔。
尼容的时区为UTC+01:00、UTC+02:00（夏令时）。

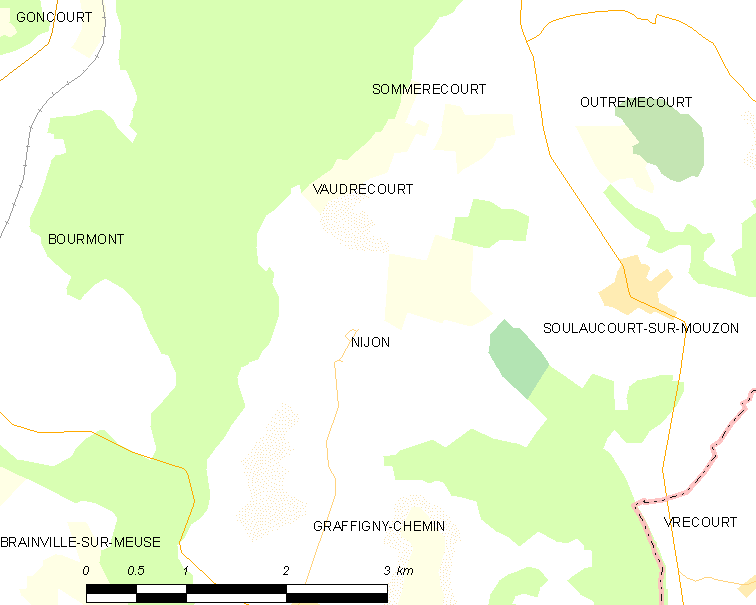
尼容的OSM定位图

## 行政
尼容的邮政编码为52150，INSEE市镇编码为52351。

## 政治
尼容所属的省级选区为普瓦松县。

## 人口

1962-2008年间尼容人口变化图示

尼容于2018年1月1日时的人口数量为105人。